# Le Grand Duel
Pour plus de détails, voir Fiche technique et Distribution.
Le Grand Duel (Il grande duello) est un western spaghetti réalisé par Giancarlo Santi sorti en 1972.

## Synopsis
Philip Wermeer est accusé d'avoir tué Saxon, le patriarche d'un clan puissant de Tucson. Il est poursuivi par les trois fils de Saxon, qui n'hésitent pas à envoyer des tueurs à sa recherche. Alors qu'il est en danger, surgit Clayton, un shérif mystérieusement déchu, qui vient lui prêter main-forte. Ses raisons restent obscures mais celui-ci semble vouloir le contraindre à subir un procès en bonne et due forme face au clan Saxon, en même temps qu'il semble être le seul à connaître la vérité sur le meurtre de l'ex-tyran.

## Fiche technique
- Réalisation : Giancarlo Santi, assisté de Fabio Garriba et Claude Othnin-Girard
- Scénario : Ernesto Gastaldi
- Montage : Roberto Perpignani
- Photographie : Mario Vulpiani
- Musique : Sergio Bardotti et Luis Bacalov
- Costumes : Lina Nerli Taviani
- Production : Roberto Giussani
- Affiche : Jacques Vaissier (France)

## Distribution
- Lee Van Cleef (VF : Edmond Bernard) :  Le shérif Clayton
- Horst Frank (VF : Philippe Mareuil) : David Saxon
- Peter O'Brien (Alberto Dentice) (VF : Bernard Murat) : Philip Wermeer
- Jess Hahn (VF : Claude Bertrand) : Big Horse, le conducteur de la diligence
- Marc Mazza (VF : Claude D'Yd) : Eli Saxon
- Klaus Grünberg (VF : Michel Le Royer) : Adam Saxon
- Dominique Darel (VF : Béatrice Delfe) : Elisabeth, la future femme d'Adam
- Antonio Casale (VF : Jacques Deschamps) : Hole, le chef des chasseurs de primes
- Elvira Cortese (VF : Paule Emanuele) : la tenancière de la maison
- Gastone Pescucci (VF : Albert Médina) : Borghese, le croque-mort

## Accueil critique
Quentin Tarantino l'a classé 15e dans sa liste des 20 meilleurs westerns spaghetti. Il en utilise la bande originale dans Kill Bill Vol.1, dans la scène décrivant O-Ren Ishii.

## Critiques
Pour le magazine Télé 7 jours, Le Grand Duel n'est « pas le meilleur des westerns spaghettis mais, dans le genre, un film tout à fait honorable ».